# Herb powiatu wejherowskiego
Herb powiatu wejherowskiego – jeden z symboli powiatu wejherowskiego, ustanowiony 25 sierpnia 2000.

## Wygląd i symbolika
Herb przedstawia na tarczy złotym polu z czarnym gryfem przepasany srebrną wstęgą, na której widnieją trzy czerwone róże. Czarny gryf na złotym tle jest symbolem księstwa kaszubskiego (Kaszuby). Przepasanie srebrną wstęgą symbolizuje przepływającą przez stolicę powiatu rzekę Cedron. Trzy róże mają podwójną symbolikę: z jednej strony są nawiązaniem do herbu założyciela miasta Jakuba Wejhera, a z drugiej oznaczają dostojeństwo, męstwo i wiarę.